# Nathanaël Hmaen
Nathanaël Hmaen (4 agosto 1993) è un calciatore francese, attaccante del Lössi.

## Carriera

### Club
Gioca nel Lössi dal 2016.
In carriera ha totalizzato complessivamente 10 presenze e 4 reti in OFC Champions League.

### Nazionale
Ha esordito con la nazionale neocaledoniana il 26 marzo 2016 nell'amichevole contro il Vanuatu.